# Flutes de pan des Andes
Flûtes de pan des Andes es un disco recopiltorio de Los Calchakis, editado en 1986 con el sello francés ARION.

## Lista de canciones
| Tema musical            | Recogido en el disco:                        |
| ----------------------- | -------------------------------------------- |
| Recuerdo azul           | Au pays de la diablada 1979                  |
| Lima morena             | Les flutes de l'Empire Inca 1975             |
| Presencia lejana        | Les flutes de l'Empire Inca 1975             |
| Coplas de marzo         | Cantata Mundo Nuevo 1977                     |
| El colibrí              | Le vol du condor 1985                        |
| Linda cambita           | Mystere des Andes 1971                       |
| Jesusana                | La misa criolla                              |
| Cuculi                  | Disque d'or 1970                             |
| Blanca palomita         | Cantata Mundo Nuevo 1977                     |
| Aires de mi tierra      | Cantata Mundo Nuevo 1977                     |
| Sol nocturno            | Himno al Sol 1980                            |
| Amankay                 | Au pays de la diablada 1979                  |
| Tiempo de paz           | Cantata Mundo Nuevo 1977                     |
| Réquiem por un afilador | Cantata Mundo Nuevo 1977                     |
| Uskil                   | Mystere des Andes 1971                       |
| Kena y siku             | Les flutes de l'Empire Inca 1975             |
| Sikus del Titicaca      | La flute indienne a travers les siècles 1973 |
| Triste tondero          | Les flutes de l'Empire Inca 1975             |
| Urpillay                | Le vol du condor 1985                        |
| Acuarela de sikus       | Les Calchakis en scene 1972                  |